# Casino Tívoli
Casino Tívoli és una obra noucentista de Sant Hilari Sacalm (Selva) inclosa a l'Inventari del Patrimoni Arquitectònic de Catalunya.

## Descripció
Edifici situat al nucli urbà, al carrer Josep Ximeno.
De planta rectangular, té dues plantes i golfes. Ràfec amb entramat de fusta i teulada en teula àrab.
Planta baixa amb frontó corregut, decorat amb garlandes, i sostingut originàriament per pilastres estriades, de les que han desaparegut algunes en la reforma per instal·lar-hi comerços.
El pis està decorat per falses pilastres, que donen continuïtat a les de la planta baixa, i no té obertures a causa de la funció que complia antigament com a cinema.
Les golfes presenten uns respiralls circulars.

## Història
Antigament era un cinema.